# Robert Stäger
Robert Stäger (Robert Stäger-Donat; * 19. Juni 1902 in Villmergen; † 27. Januar 1981 in Muri) war ein Schweizer Freiämter Schriftsteller und Mundartdichter.
Er schrieb heiter-besinnliche Kurzgeschichten und Gedichte im Freiämter Dialekt und schilderte vor allem das dörfliche Leben in und um Villmergen. Daneben wurde er auch durch Radiosendungen und Chronist des ländlichen Alltags bekannt.
Von 1936 bis 1967 war er Lehrer an der Bezirksschule Wohlen.

## Werke
- Be eus, im Dorf. Zwölf Monetsbildli uf Freiämtertüütsch, Aarau 1945
- De Hööchscht im Doorf. Freiämtertüütschi Gedicht, Aarau 1966
- Schnitz und Hördöpfel. E paar Gedicht uf Freiämterdütsch, Villmergen 1971
- Freiämter-Stubete (1946, Kammerspiel)